# Purtse
Purtse (tyska: Alt-Isenhof) är en by (estniska: küla) i nordöstra Estland. Den ligger i Lüganuse kommun och landskapet Ida-Virumaa, 130 km öster om huvudstaden Tallinn. Purtse ligger 35 meter över havet och antalet invånare är 298.
Runt Purtse är det ganska tätbefolkat, med 111 invånare per kvadratkilometer. Närmaste större samhälle är Kohtla-Järve, 15 km öster om Purtse. Trakten runt Purtse består till största delen av jordbruksmark.
Inlandsklimat råder i trakten. Årsmedeltemperaturen i trakten är 2 °C. Den varmaste månaden är juli, då medeltemperaturen är 18 °C, och den kallaste är februari, med −12 °C.